# Седильо, Ильдефонсо (дирижёр)
Ильдефонсо Седильо Родригес (исп. Ildefonso Cedillo Rodríguez; 1934, Мехико — 2007, Мехико) — мексиканский дирижёр.
Окончил Национальную консерваторию (1959), ученик Йозефа Смиловица (скрипка) и Хосе Пабло Монкайо (дирижирование). Был ассистентом дирижёра в консерваторском оркестре, дебютировал за дирижёрским пультом в 1957 году, затем в 1958 году дирижировал мемориальным концертом по случаю десятилетия смерти Мануэля Понсе. В дальнейшем многие годы работал в Пуэбле. В 1962 г. основал и возглавил Камерный оркестр Пуэблы, далее возглавлял Симфонический оркестр Пуэблы. В 1984—1985 гг. главный дирижёр Национального симфонического оркестра Коста-Рики. В 1987—1988 гг. руководил Камерным оркестром Национального университета искусств в Мехико.
Был женат на пианистке Хульетте Бланко. Их дети — дирижёр Франсиско Седильо, виолончелист Ильдефонсо Седильо и флейтистка Хульетта Седильо.